# 246
246. је била проста година.

## Догађаји
- Цар Филип Арабљанин бори се против Германа и других народа дуж реке Дунав.
- Први од два Сабора Арабије у Ранохришћанској цркви одржан је у Босри, Арабија Петреја.
- Краљевина Пекче под краљем Гоијем из Пекча напада кинеску команду Дајфанг.